# Jüdischer Friedhof (Votice)

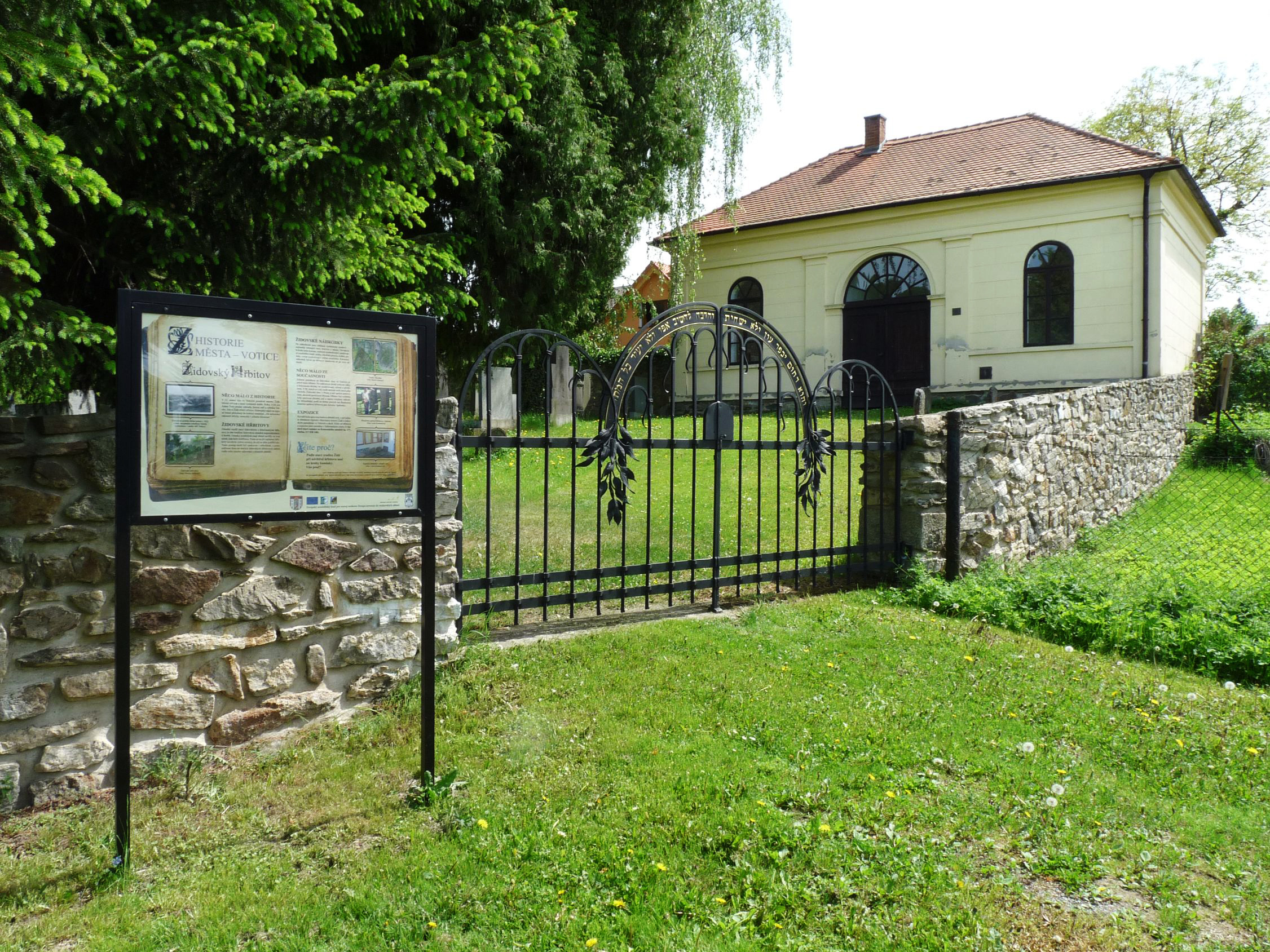
Eingang und Taharahaus

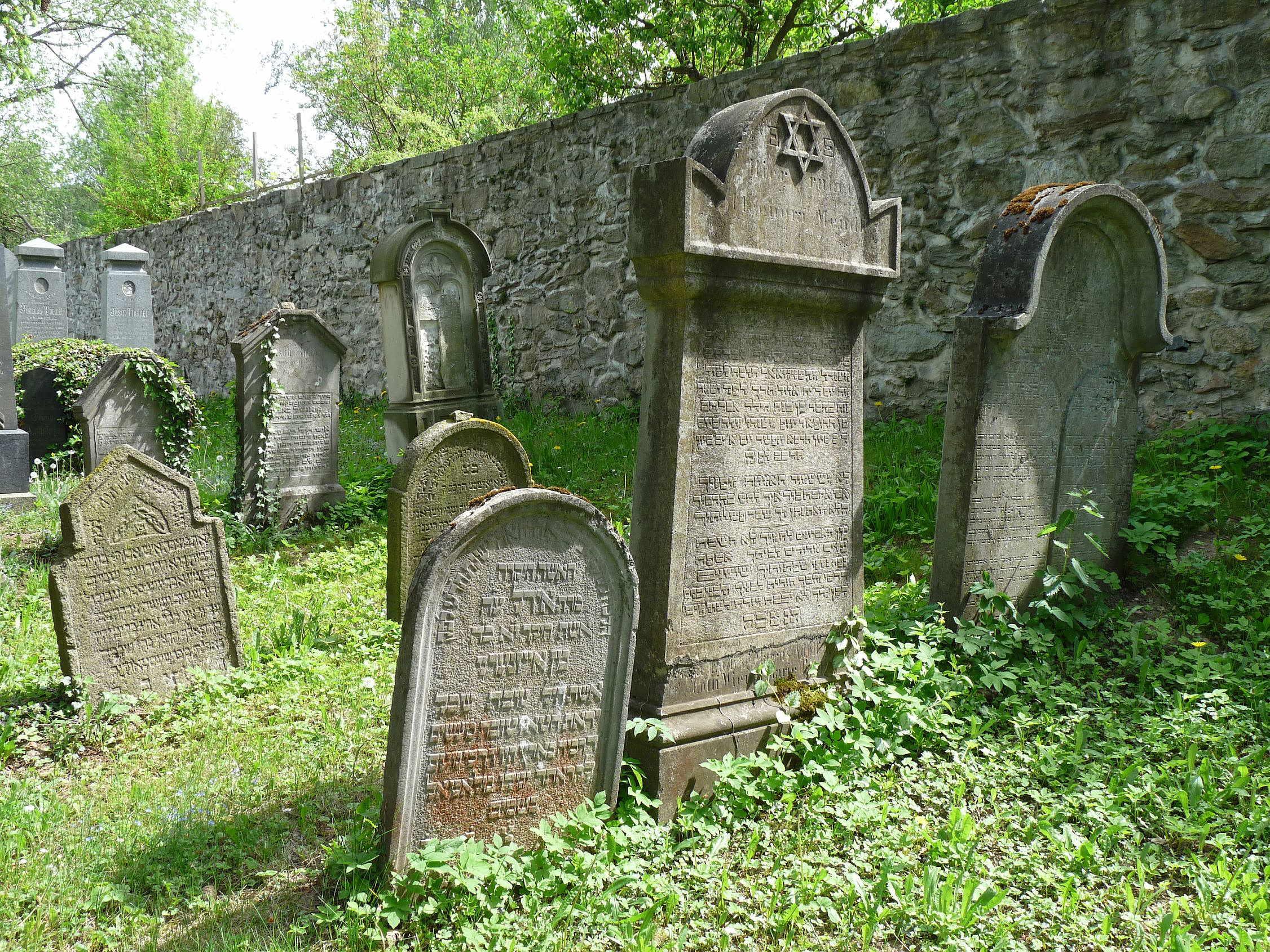
Jüdischer Friedhof in Votice

Der Jüdische Friedhof in Votice (deutsch Wotitz), einer Stadt im tschechischen Okres Benešov in der Mittelböhmischen Region, wurde 1538 angelegt. Der jüdische Friedhof ist seit 1988 ein geschütztes Kulturdenkmal.
Der älteste Grabstein stammt aus dem Jahr 1716.
Das Taharahaus ist noch erhalten.